# Sophien-Gymnasium und Realgymnasium

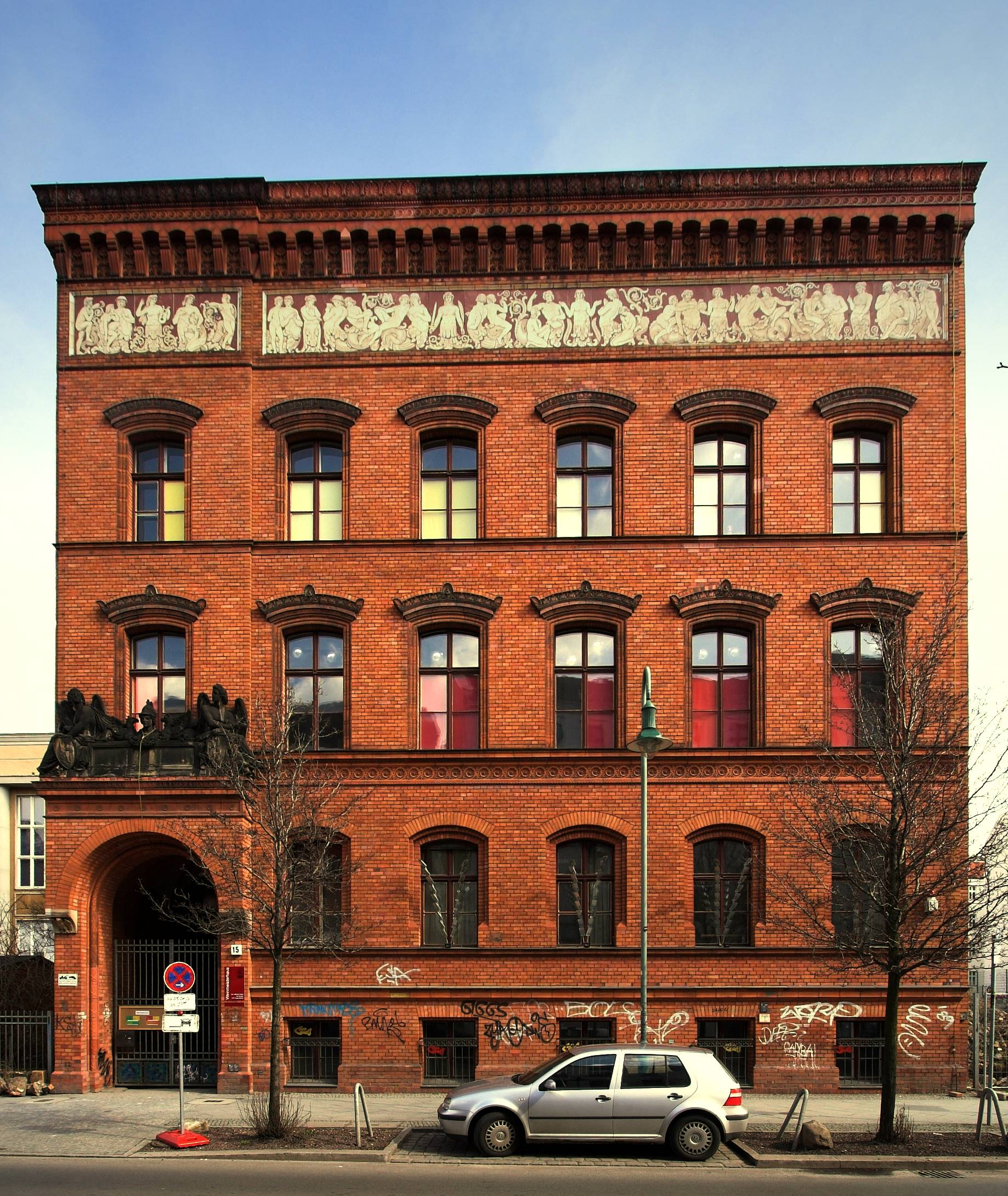
Ehemaliges Direktoratsgebäude des Sophien-Gymnasiums, entworfen von Adolf Gerstenberg

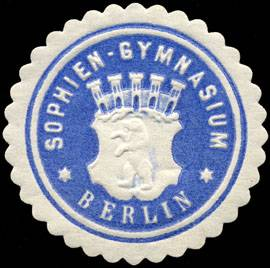
Siegelmarke Sophien-Gymnasium Berlin

Das Sophien-Gymnasium und Realgymnasium in Berlin war ein städtisches Gymnasium in der Spandauer Vorstadt in Berlin-Mitte, das 1926 aus den Anstalten Sophien-Gymnasium und Sophien-Realgymnasium entstand. Seinen Namen trug es nach der nahegelegenen Sophienkirche.

## Geschichte
Am 24. April 1865 wurde das Sophien-Gymnasium in der Großen Hamburger Straße 2 gegründet. Dies erforderte der rasche Bevölkerungsanstieg vor der Stadt im Bereich zwischen Hamburger und Schönhauser Tor der Stadtmauer. 1867 erfolgte der Umzug in das neue gründerzeitliche Schulgebäude in der Weinmeisterstraße 15. Das Realgymnasium hatte seinen Ursprung in der Städtischen höheren Bürgerschule in der Steinstraße, Hausnummer 31/34, die Ostern 1868 gegründet wurde und deren erster Leiter Heinrich Bertram wurde. Beide Schulgebäude, sowie das gemeinsame Direktoratsgebäude, waren von 1865 bis 1867 nach Plänen von Adolf Gerstenberg unter der Leitung des Stadtbauinspektors Arnold Hanel errichtet worden. Ostern 1871 wurde die Bürgerschule zu einer Realschule erster Ordnung, indem sie um eine Prima erweitert wurde. Von diesem Zeitpunkt an führte dieser Teil der Schule den Namen Sophien-Realschule wie das angrenzende Gymnasium. Seit 1882 hieß sie Sophien-Realgymnasium. Das Schulensemble wurde 1875 durch einen Neubau für eine Mädchenschule, die Städtische Sophien-(Töchter)Schule auf dem Grundstück Weinmeisterstraße 16/17 ergänzt. 1904 folgte der Bau einer Turnhalle für alle drei Schulen auf dem benachbarten Grundstück Steinstraße 29/30 nach Entwurf von Ludwig Hoffmann. 1924 zog das Sophien-Gymnasium in die Mandelstraße 2 und wurde dort ab 1926 zum Sophien-Gymnasium und Realgymnasium entwickelt. Ab 1931 wurde der gymnasiale Teil abgebaut. Nach der Auflösung 1935 war die Heinrich-Schliemann-Schule Nachfolger. Das Sophien-Realgymnasium blieb in der Steinstraße und wurde dort ab 1928 zum Sophien-Reformrealgymnasium entwickelt. Ab 1931 wurde es mit der Friedrich Werderschen Oberrealschule vereint, die 1928 in das Gebäude Weinmeisterstraße 15 gezogen war. Im Zweiten Weltkrieg wurden, bis auf das Direktoratsgebäude, alle Gebäude weitgehend zerstört. Auf dem alten Schulgelände des Sophiengymnasiums wurde die Grundschule Weinmeisterstraße von 1950 bis 1953 erbaut. Das ehemalige Direktoratsgebäude beherbergt heute das Jugendkulturzentrum Mitte Weinmeisterhaus.

## Sophiengymnasium

### Bekannte Lehrer
- Adolf Brecher (1836–1901), Historiker
- Rudolf Dahms (1839–1917), klassischer Philologe
- Konrad Schottmüller (1841–1893), Historiker
- Oskar Seyffert (1841–1906), Altphilologe
- Rudolf Eucken (1846–1926), Philosoph und Nobelpreisträger
- Ferdinand Georg Frobenius (1849–1917), Mathematiker
- Hugo Magnus (1851–1924), Altphilologe
- Rudolf Schneider (1852–1911), Militärhistoriker
- Max Wallies (1856–1925), Altphilologe
- Bruno Keil (1859–1916), klassischer Philologe
- Georg Ellinger (1859–1939), Germanist, neulateinischer Philologe
- Wolfgang Passow (1863–1901), klassischer Philologe
- Ernst Samter (1868–1926), klassischer Philologe
- Alfred Homeyer (1888–1962), deutscher Politiker (FDP)
- Walter Schönbrunn (1889–1960), Literaturdidaktiker

### Bekannte Schüler
- Heinrich Kayser (1853–1940), Physiker
- Fedor Krause (1857–1937), Neurochirurg
- Hugo Preuß (1860–1925), Staatsrechtslehrer
- Hans Koch (1861–1945), Altphilologe, Gymnasiallehrer in Ostpreußen und Berlin
- Carl Fraenkel (1861–1915), Medizinforscher über Infektionskrankheiten und Bakteriologe
- Richard Dehmel (1863–1920), Dichter und Schriftsteller
- Jacques Joseph (1865–1934), plastischer Chirurg
- Arthur Eloesser (1870–1938), Literaturwissenschaftler und Journalist
- Max Weyl (1873–1942), Rabbiner, Opfer des Holocaust
- Edmund Neuendorff (1875–1961), deutscher Pädagoge und NS-Sportführer
- Wilhelm Lewy (1876–1949), Rabbiner und Zionist, Mitbegründer des ersten jüdischen Turn- und Sportvereins Deutschlands
- Willy Boehm (1877–1938), Marine-Generaloberarzt, Mitglied des Preußischen Landtags
- Max Marcuse (1877–1963), Dermatologe und Sexualwissenschaftler
- Willy Katz (1878–1947), Arzt
- Fritz Böhm (1880–1943), Volkskundler
- Paul Schmidt-Branden (1885–1955), Bankmanager
- Arthur Kronfeld (1886–1941), Psychiater
- Richard May (1886–1970), Journalist und Schriftsteller
- Fritz Kahn (1888–1968), Arzt und Autor populärwissenschaftlicher Bücher
- Abraham Michalski (1889–1961), Rabbiner
- Siegbert Neufeld (1891–1971), Rabbiner und Historiker
- Ernst Lubitsch (1892–1947), deutsch-US-amerikanischer Filmregisseur und Schauspieler
- Lothar Mendes (1894–1974), Filmregisseur und Drehbuchautor
- Georg Manasse (1893–1980), Unternehmer, Sozialdemokrat und Pazifist
- Conrad Veidt (1893–1943), Schauspieler
- Leo Kanner (1894–1981), austro-amerikanischer Kinder- und Jugendpsychiater
- Joseph Bornstein (1899–1952), Journalist
- Hans Feld (1902–1992), Filmkritiker

## Sophien-Realgymnasium

### Bekannte Lehrer
- Albert Wangerin (Mathematiker) (1844–1933), Mathematiker
- Anton Oberbeck (1846–1900), Physiker
- Paul Schafheitlin (1861–1924), Mathematiker

### Bekannte Schülerinnen und Schüler
- Franz von Blon (1861–1945), Komponist, Dirigent und Violinist
- Jacques Perl (1861–1933), Chemiker und Unternehmer
- Eduard Zache (1862–1929), Geologe und Pädagoge
- Otto Baschin (1865–1933), Geograph und Meteorologe
- Martin Richter (1869–1930), Verwaltungsjurist
- Carl Junack (1870–1943), deutscher Forstmann, Erfinder und Publizist
- Paul Weinrowsky (1874–1945), deutscher Physikdidaktiker
- Sophie Jourdan (1875–nach 1944), Medizinerin
- Willy Boehm (1877–1938), Mediziner, Marine-Generalarzt und Politiker
- Hedwig Jung-Danielewicz (1880–1942), Ärztin
- Willy Kurth (1881–1963), Kunsthistoriker
- Walter Draeger (1888–1976), Komponist
- Julius Jaenisch (1890–nach 1937), Nachrichtensprecher
- Kurt Landsberg (1892–1964), Pädagoge und Politiker
- Erich Peter (1901–1987), Dirigent
- Wolfgang Rösser (1914–2007), NDPD-Funktionär und Abgeordneter der Volkskammer